# Mise-en-scene
Mise-en-scene er en samlebetegnelse for alt det, som en seer kan se i billedet i en film. Dvs. skuespillernes udseende, handlinger og disses makeup og kostumer samt rekvisitter, stedet, lyset mv. Hvor cinematografi handler om, hvordan disse ting opfanges af kameraet, kan man sige, at mise-en-scene er alt det, som er foran kameraet – alt der er i filmens diegese. Dvs. at mise-en-scene er det samlede ekspressive udtryk, der kan ses i billedet.

## Viderelæsning
- Dahl, Anders et al (2016) Levende Billeder (i-bog) Arkiveret 5. oktober 2016 hos  Wayback Machine. Aarhus: Systime.